# Eudolium crosseanum
Eudolium crosseanum là một loài ốc biển lớn, là động vật thân mềm chân bụng sống ở biển trong họ Tonnidae.

## Miêu tả
Chiều dài tối đa của vỏ ốc được ghi nhận là 81 mm.

## Môi trường sống
Độ sâu tối thiểu được ghi nhận là 17 m. Độ sâu tối đa được ghi nhận là 914 m.